# ملک‌منصور قشقایی
ملک‌منصور صولت قشقایی (۱۲۸۷ – ۱۳۸۵) معروف به ملک‌منصور خان، ایلخان قشقایی بود. او فرزند دوم صولت‌الدوله قشقایی و برادر ناصر خان، محمدحسین خان و خسروخان بود.

## زندگی‌نامه
ملک‌منصور خان در میان ایل قشقایی زاده شد. با تبعید اجباری صولت‌الدوله و خانواده وی در زمان پادشاهی رضاشاه به تهران، او نیز به تهران منتقل و در کالج البرز مشغول به تحصیل در دوره متوسطه شد اما هنوز دوران تحصیلی خود را به پایان نرسانده بود که از کلاس درس، به ریاست ایل قشقایی رسید. به دنبال ناآرامی در فارس، مقامات محلی از رضاشاه می‌خواهند صولت الدوله (رئیس ایل قشقایی) یا فرزند ارشدش ناصرخان قشقایی را که در تهران زندانی بودند آزاد کرده و روانه فارس کند تا ایل را کنترل کنند. رضاشاه به این امر رضایت نمی‌دهد و در عوض ملک منصورخان قشقایی که در آن دوران شاگرد مدرسه بوده را به فارس می‌فرستد. پس از مرگ صولت‌الدوله قشقایی در زندان، قشقایی‌ها به فرماندهی ملک‌منصور خان علیه دولت شوریدند ولی کمی بعد وی همراه با دیگر برادرش محمدحسین خان مجبور به ترک کشور و اقامت در اروپا شد. ملک منصورخان در دوران تبعید در اروپا در سال‌های آخر حکومت رضاشاه به آلمان می‌رود و در طول جنگ دوم جهانی با بخش فارسی رادیو آلمان همکاری می‌کند.
در جریان اختلافات محمدرضاشاه و محمد مصدق در سال ۱۳۳۲، برادران قشقایی یعنی ناصرخان، ملک منصورخان، محمدحسین خان و خسروخان قشقایی به عنوان سران ایل قشقایی از مصدق حمایت کردند و تنها نیروی مسلحی که به حمایت از محمد مصدق تفنگ به‌دست گرفت، ایل قشقایی بود. به همین دلیل پس از سرنگونی دولت مصدق و استقرار دولت سپهبد زاهدی، برادران قشقایی که بعضاً املاکشان مصادره شده بود ایران را ترک کرده و در اروپا اقامت کردند.

## کتاب خاطرات
کتاب خاطرات ملک منصور خان قشقایی به کوشش کاوه بیات و منصور نصیری در سال ۱۳۹۲ منتشر شد. داستان دیدارهای او با احمدشاه، رضاشاه و شرکت در سخنرانی هیتلر در دوران اقامت در اروپا از جمله ماجراهای کتاب خاطرات ملک منصورخان قشقایی است.